# Stanisław Baj

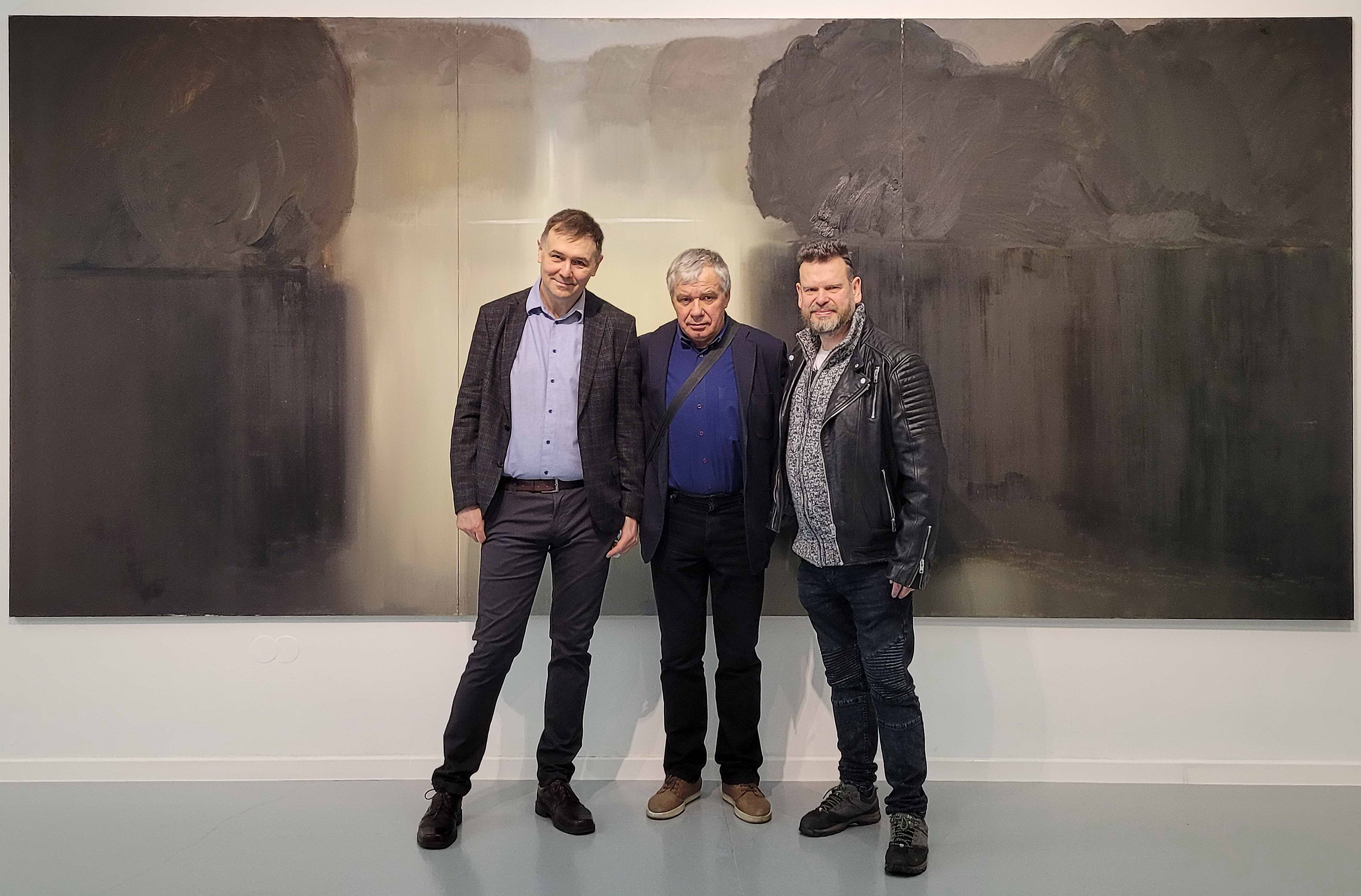
Rafał Borcz, Jarosław Pijarowski (z prawej) i Stanisław Baj (w środku) w czasie wystawy w Bydgoszczy (listopad, 2021) – w tle obraz olejny na płótnie z 2016, zatytułowany Rzeka Bug (pędzla prof. Baja)

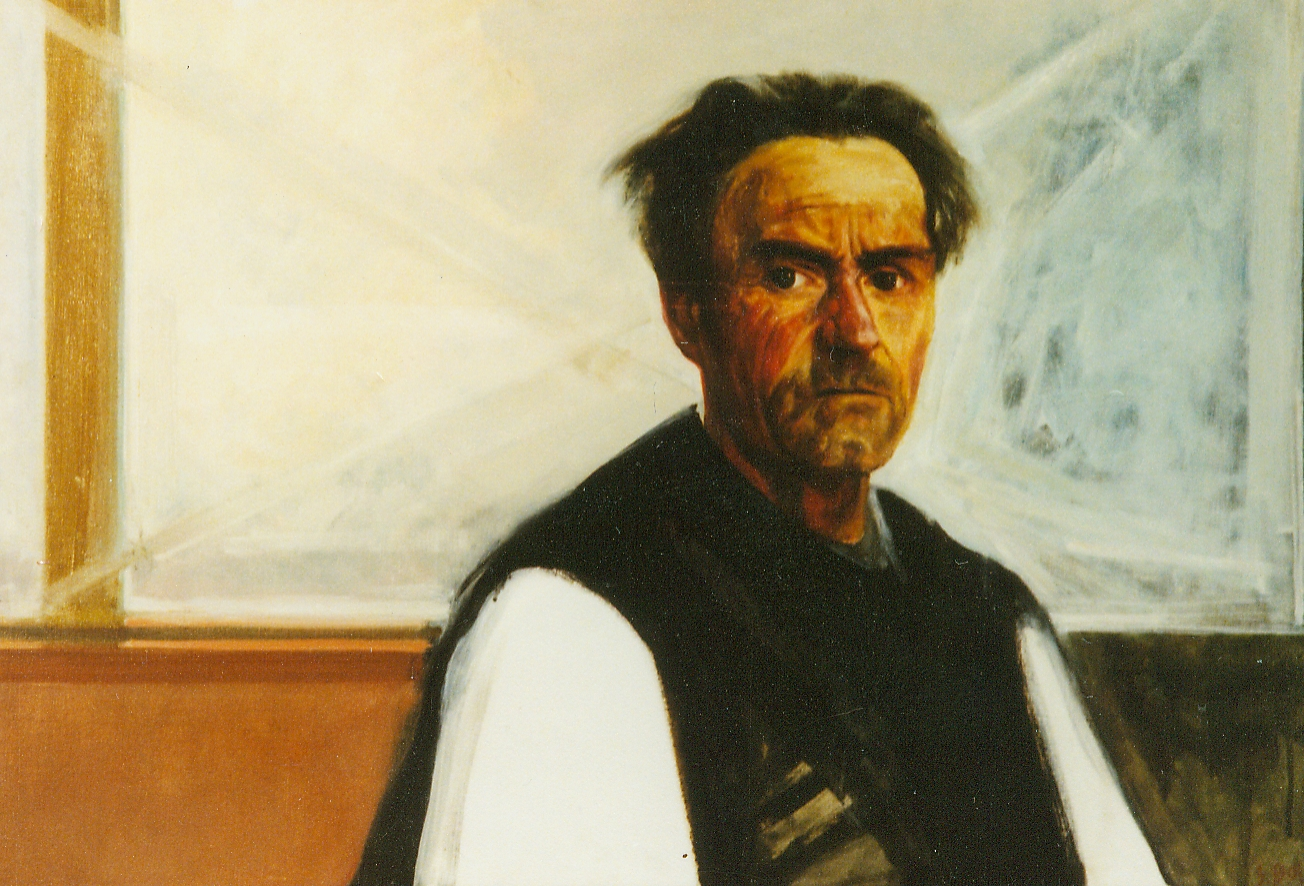
S. Baj, obraz zatytułowany: Ojciec

Stanisław Baj (ur. 2 czerwca 1953 w Dołhobrodach) – współczesny malarz polski, wykładowca w Akademii Sztuk Pięknych w Warszawie oraz w Europejskiej Akademii Sztuk.

## Życiorys
Pochodzi z chłopskiej rodziny. Dzieciństwo i wczesną młodość spędził nad Bugiem w lubelskiej wsi Dołhobrody, gdzie ukończył szkołę podstawową. W latach 1968–1972 uczył się w Państwowym Liceum Sztuk Plastycznych w Zamościu, następnie w latach 1972–1978 studiował malarstwo w warszawskiej ASP pod kierunkiem profesorów: M. Byliny, J. Sienickiego i L. Maciąga. Studia ukończył z wyróżnieniem w pracowni Ludwika Maciąga, u którego pozostał jako asystent.
W 1982 podjął pracę dydaktyczną w macierzystej uczelni, gdzie prowadził Pracownię Rysunku na Wydziale Malarstwa. Jednocześnie kierował seminariami z rysunku i malarstwa w Europejskiej Akademii Sztuk w Warszawie. W latach 2006–2013 prorektor do spraw dydaktycznych Akademii Sztuk Pięknych w Warszawie.
Autor ponad 100 wystaw indywidualnych w kraju i za granicą, uczestniczył również w ponad 100 wystawach zbiorowych.
Mieszka w Warszawie, ale często przebywa w rodzinnej wsi Dołhobrody.

## Twórczość
Jego dorobek artystyczny obejmuje malarstwo, rysunek, a także grafikę. Dominują wśród nich pejzaże rzeki Bug, cykl prac poświęconych matce oraz portrety chłopskie, dla których inspiracją są mieszkańcy Dołhobród oraz nadbużańskie krajobrazy.
Jego obrazy zostały przedstawione na okładkach książek Wiesława Myśliwskiego, oraz płycie Teatru Tworzenia Jarosława Pijarowskiego – Living After Life.
Prace artysty znajdują się w zbiorach muzeów polskich oraz w prywatnych kolekcjach krajowych i zagranicznych.

## Odznaczenia, nagrody i wyróżnienia
- Medal „Benemerenti” (2000)[3]
- tytuł honorowego obywatela Gminy Hanna (2010)[4]
- Medal Komisji Edukacji Narodowej (2013)
- tytuł honorowego obywatela miasta Biała Podlaska (2016)[5]
- Srebrny Medal „Zasłużony Kulturze Gloria Artis” (2017)[6]
- Nagroda malarska im. Kazimierza Ostrowskiego za rok 2019 (2020)[7]
- Nagroda w dziedzinie sztuk wizualnych ZAiKS-u (2021)[8]
- Złoty Medal „Zasłużony Kulturze Gloria Artis” (2023)[6]
- Nagroda im. Jana Cybisa (2024)[9]